# Jornades del 5 i 6 d'octubre de 1789
La Marxa de les dones sobre Versailles o Jornades del 5 i 6 d'octubre de 1789, coneguda també com la marxa sobre Versalles, ha estat un dels primers i més significatius esdeveniments de la Revolució francesa. La marxa va ser iniciada per les dones del mercat de París la matinada del 5 d'octubre de 1789, protestaven per l'augment de preus i per l'escassetat de pa. També reclamaven que els gardes du corps de sa majestat siguessin substituïts per la guàrdia nacional (Garde nationale) francesa comandada per La Fayette. A més l'Assemblea constituent de 1789 exigia la ratificació dels decrets relatius a la constitució i la declaració dels drets. Finalment va exigir la vinguda del rei a París.
La seva protesta es va unir ben aviat amb l'activitat dels revolucionaris que demanaven reformes polítiques liberals i la instauració a França d'una monarquia constitucional. Ben aviat, els que protestaven van esdevenir una multitud de milers de persones que, encoratjada pels agitadors revolucionaris, va saquejar l'armeria de la ciutat i, un cop armada, inicià la marxa cap al Palau Reial de Versailles. Una vegada assetjat el palau, els manifestants van aconseguir, en una confrontació dramàtica i violenta, portar la seva demanda a l'atenció del rei Lluís XVI de França, obligant-lo a ell i la família reial i a tota l'Assemblea nacional constituent a tornar a París l'endemà.
El mateix 5 d'octubre l'Assemblea constituent va decidir demanar l'acceptació pura i simple dels articles constitucionals i de la Declaració dels drets de l'home i el ciutadà (déclaration des droits de l'homme et du citoyen).
Aquests esdeveniments van posar fi, de fet, a l'autoritat independent del rei. La marxa simbolitzà un nou equilibri de poders, des de l'antiga família de la noblesa francesa a la gent comú del tercer estat, revelant-se com un moment fonamental de la insurrecció des del moment que per primera vegada es reunien en gran nombre els representants dels diversos grups que, en els anys següents, van ser la palanca de la Revolució francesa.